# De Luchtballon
De Luchtballon was een Nederlandse stichting die in een eigen accommodatie te Calfven vakanties organiseerde voor kinderen en jongeren tot en met 18 jaar met luchtweg- en huidaandoeningen zoals astma, voedselallergie en eczeem. De stichting beoogde door middel van het therapeutische karakter van de vakanties de zelfredzaamheid van de deelnemers te vergroten en lotgenotencontact te stimuleren. Daarnaast stelde ze haar accommodatie open voor andere doelgroepen die er gebruik van wilden maken. De Luchtballon werd jaarlijks bezocht door ca. 12.500 kinderen uit Nederland en België. Voor oudere deelnemers werden ook vakanties georganiseerd in Davos (Zwitserland).

## Geschiedenis
De Luchtballon werd opgericht in 1984, ze vond haar oorsprong in het Astmafonds,tegenwoordigLongfonds, dat op verschillende plaatsen in Nederland kleine kampen organiseerde voor kinderen met astma. Nadat het Longfonds hiermee stopte nam een groep vrijwilligers het initiatief over en ging als zelfstandige organisatie verder. De doelgroep was toen kinderen met astma van 5 t/m 15 jaar. 4 groepen indeling per leeftijdscategorie: "de konijnen", "groko's (grote konijnen), "hobbits" en de "mammoeten". Hier kwam later ook nog de groep "Dino's" bij. 
De eerste kampen vonden plaats op het weiland bij een boer in het Mastbos tegenover het medische centrum "de Klokkenberg" in Breda. Na enkele jaren werd het kamp verplaatst naar de grasveld terreinen achter de locatie van "de Klokkenberg".
De kampen stonden bekend om hun laagdrempeligheid, herkenbaarheid en therapeutische karakter. Zo werden er voorlichting gegeven over medicijnen, therapeutische oefeningen gedaan en sport & spel. De Luchtballon heeft meerdere keren mee gedaan aan het Guinnes book of world records met onder andere het maken van de langste tekening.
De naam "de Luchtballon" kwam van het idee dat iemand met Astma geen/weinig lucht had en je dat kon vergelijken met iemand met normale longen een Luchtballon op moest blazen. Zo ook dat het verblijven op een kamp zo een kind wat spreekwoordelijke "lucht" gaf.

## Het terrein
Omdat de locaties voor de activiteiten van De Luchtballon een aantal keer door de verhuurder waren opgezegd en de stichting daardoor telkens een nieuwe locatie moest zoeken, koos zij voor een eigen terrein met accommodatie. In 2001 werd dit gevonden in de buurtschap Calfven bij Ossendrecht in de gemeente Woensdrecht. Vanuit deze locatie kon de continuïteit van de kampen beter worden gewaarborgd.
De accommodatie was gevestigd op een bosrijk terrein van ruim 7,5 hectare. Het was een voormalig legercomplex dat werd verbouwd tot een vakantie- en groepsaccommodatie. Op het terrein waren naast logeervoorzieningen ook recreatieve voorzieningen zoals sportvelden, een zwembad, speeltoestellen en een openluchttheater.

## Organisatie
De stichting had vier betaalde krachten in dienst, tien vrijwilligers in het bestuur en raad van toezicht en meerdere vrijwilligers die de vakanties mogelijk maakten. De Luchtballon was voor de realisatie van het project afhankelijk van de inbreng van geld, goederen en of mankracht door bedrijven, particulieren, fondsen en donateurs, en ze was erkend als goed doel.
In 2014 hield de stichting op te bestaan.